# Hasbulla
Hasbulla Magomedovich Magomedov (în rusă Хасбулла Магомедович Магомедов, n. 7 iulie 2002, Mahacikala, Daghestan, Rusia), cunoscut sub numele de Hasbulla sau Hasbik,  este o celebritate a internetului⁠(d) din Rusia. Are nanism cauzat de o deficiență hormonală de creștere⁠(d) și are o înălțime de 102 centimetri.   Hasbulla a devenit faimos pentru prima dată în 2021 datorită unui videoclip viral de pe TikTok și de atunci a făcut colaborări cu luptători de arte marțiale mixte faimoși și alte personalități, inclusiv Khabib Nurmagomedov, Islam Makhachev, Alexander Volkanovski, Dana White, Mark Wahlberg, Luquitas Rodríguez, Shaquille O. — Neal și Băieții Nelk⁠(d). 

## Viața personală
Hasbulla a crescut în Makhachkala, Republica Daghestan, Rusia și este fiul lui Magomed Magomedov, un instalator.   Este musulman  și de etnie dargin .   Interpretul său informal, Surkhay Sungurov, a spus că Hasbulla a convins un prieten să conducă 200 de kilometri pentru a-l ajuta să scape de școală. Odată ce a plecat, a început să creeze videoclipuri pentru internet. 
Are o formă de nanism cauzată de o deficiență a hormonului de creștere și are 99 cm, cântărind 20 kilograme (44,1 lb).   Sora lui are și ea aceeași afecțiune. Cu toate acestea, forma lui și a surorii sale de nanism este necunoscută, deoarece el a afirmat că medicii nu i-au dat niciodată un diagnostic definitiv.  The New York Times a scris că este pasionat de „tragerea cu arme, conducerea mașinilor rapide, exersarea mișcărilor de luptă și farse”. 
El deține o pisică Scottish Fold pe nume Barsik ( rusă Барсик).  Hasbulla deține și o Lada Riva albă (cunoscută și sub numele de „Semyorka”).

## Carieră
Unul dintre primele videoclipuri virale ale lui Hasbulla îl arată conducând un scuter motorizat⁠(d) și ținându-i morală unui tânăr pe bicicletă despre restricțiile pandemiei⁠(d), spunându-i să meargă acasă. Într-un alt videoclip, Hasbulla mânca căpșuni. 
În septembrie 2022, Hasbulla a semnat un contract de promovare pe cinci ani cu UFC .    
Din 2021, Hasbulla a participat la proiecte comerciale, inclusiv prin acordarea de licențe a imaginii sale pentru a fi utilizată în produse  și lansarea unei colecții NFT . 
În martie 2023, după ce a făcut un turneu în Statele Unite cu Nelk, acesta a fost criticat pentru că și-a certat pisica de companie⁠(d), trăgând-o de ureche.  